# Иван Андонов (революционер)
Вижте пояснителната страница за други личности с името Иван Андонов.
Иван Андонов Савов е виден български обществен деец, учител, адвокат, журналист, участник в националноосвободителното движение от 1872 г., Старозагорското въстание и Априлското въстание. Един от организаторите на Съединението, виден общественик и деец на Народно-либералната партия в Пловдив.

## Биография
Иван Андонов е роден на 28 юни в село Мурсалково, Чирпанско (днешно Спасово) в семейството на поп Андон Савов (син на свещеник, внук на свещеник и правнук на Сава Йерей) и Бона Тодорова. Има двама братя и шест сестри:
| „ | ...Аз съм се родил на нивата в м. Малките брестчета, както са жънели с баща ми и други жътвари. Това било на 28 юний 1854 г. през деня след пладне. Майка ми ме завила с престилката си, баща ми и е помогнал та се качила на кобилата и ме откарали в селото. В неделята, когато ме кръщавали, случили се у дома на гости хаджи Ананий таксидиотин от Рилския манастир. По негово желание кръстен съм Иван. „Иоан ке будет“ отсякъл манастирския човек (на Св. Иоан). | “ |

Първоначално учи в родното си село, а от 1861 г. до 1871 г. в Чирпан и Пловдив. Работи като учител в село Евджилери, Чирпанско (днес Средно градище) (1872 – 1874).

### Революционна дейност
Включва се активно в националноосвободителното движение. Между 1872 и 1875 е секретар на Чирпанския революционен комитет. Организира въстание в Чирпанско и след това емигрира в Русия. Заедно със Стефан Стамболов участва в Старозагорското въстание (1875).
Включва се активно в подготовката на Априлското въстание (1876). Заловен е и е осъден първоначално на смърт. Впоследствие присъдата му е заменена с доживотен затвор. Прекарва две години в Пловдивския и Цариградския затвор. Освободен е според амнистията на Санстефанския мирен договор.
След Освобождението продължава будна организационна дейност за постигане на общобългарското единство. Учи в Пловдивската семинария (1878 – 1879).
До 1885 година работи като заместник-прокурор на Пловдив. Секретар е на БТЦРК и един от основателите на комитетите „Единство“. Съосновател, заедно с Пере Тошев, секретар и активен член на Българския таен централен революционен комитет БТЦРК (1885). Първоначалната цел е освобождението на Македония, обединението на българските земи в едно цяло и в по-далечна перспектива образуването на конфедерация на балканските страни. Постепенно основната задача на комитета е подготвянето и осъществяването на въстание за обединението на Княжество България и Източна Румелия. На 6 септември 1885 г. заедно със Захари Стоянов влизат в конака и заявяват на управителя на Източна Румелия Гаврил Кръстевич, че е свален и Съединението е извършено.

### Обществена дейност
Започва адвокатска практика в Пловдив (1887). Председател на Околийското и Окръжно бюро на Народнолибералната партия в Пловдив (1886 – 1919).
Народен представител в III и IV велико народно събрание, V и VI Обикновено народно събрение]] (1886 – 1907). Подпредседател на V и VI обикновено народно събрание и IV велико народно събрание. В периода 1897 – 1937 е адвокат в Пловдив.
Редактор на „Малък вестник“ (1892 – 1893) и вестник „Шести септември“, насочен срещу д-р Никола Генадиев (1908). От вестника излизат само 10 броя.
Председател на Поборническо-опълченското дружество (1904 – 1936) и на Археологическото дружество в Пловдив (1923 – 1929). Пише книгите „Из спомените ми от турско време“ в две части и „Съединението“, в които разказва за срещите си с Васил Левски, Христо Ботев, приятелството със Стефан Стамболов и националноосвободителните въстания (1927 – 1929).
Умира на 18 декември 1937 година в град Пловдив.

## Семейство
С жена си имат десет деца. Негови потомци са Андон Андонов – областен управител на област Пловдив при 83-то и 84-то правителство (1997 – 2001), актьорът, художникът и режисьор Иван Андонов."